# Jim Landis
James Henry Landis (ur. 9 marca 1934 we Fresno, zm. 7 października 2017 w Napa) – amerykański baseballista, który występował na pozycji środkowozapolowego.
Landis w 1952 roku podpisał kontrakt jako wolny agent z Chicago White Sox i początkowo grał w klubach farmerskich tego zespołu. W latach 1954–1955 odbył służbę wojskową. W Major League Baseball zadebiutował 16 kwietnia 1957 w meczu przeciwko Cleveland Indians, w którym skradł bazę.
Landis był zawodnikiem White Sox przez osiem sezonów. W 1959, kiedy zespół zdobył mistrzostwo American League, po czym zyskał przydomek Go-Go White Sox, uzyskał średnią uderzeń 0,276 i zaliczył 26 double’ów, a w głosowaniu do nagrody MVP zajął 7. miejsce. Jako środkowozapolowy White Sox zdobył pięć Złotych Rękawic w latach 1960–1964 i dwukrotnie został powołany do All-Star Game. W styczniu 1965 w ramach wymiany zawodników przeszedł do Kansas City Athletics, gdzie grał przez sezon. W 1966 występował w Cleveland Indians, zaś w 1967 w Detroit Tigers, Houston Astros i Boston Red Sox.
W 2000 w głosowaniu kibiców został wybrany do Chicago White Sox All-Century Team.
| Nagroda/wyróżnienie | Lata                         | Źródło |
| 2× All-Star         | 1962¹, 1962²                 | [ 2 ]  |
| 5× Gold Glove Award | 1960, 1961, 1962, 1963, 1964 | [ 2 ]  |